# Sungai Angit
Sungai Angit is een bestuurslaag in het regentschap Musi Banyuasin van de provincie Zuid-Sumatra, Indonesië. Sungai Angit telt 1421 inwoners (volkstelling 2010).